# Bela (Novi Marof)
Bela is een plaats in de gemeente Novi Marof in de Kroatische provincie Varaždin. De plaats telt 69 inwoners (2001).